# Epepeotes timorensis
Epepeotes timorensis är en skalbaggsart som beskrevs av Stefan von Breuning 1950. Epepeotes timorensis ingår i släktet Epepeotes och familjen långhorningar. Inga underarter finns listade i Catalogue of Life.